# Florian Just
Florian Just (* 28. Februar 1982 in Nürnberg) ist ein ehemaliger deutscher Eiskunstläufer und jetziger -trainer.

## Biografie
Florian Just begann mit fünf Jahren beim EC Nürnberg mit dem Eiskunstlaufen. Parallel zum Eiskunstlaufen betrieb er auch Rollkunstlaufen. Mit 13 Jahren wechselte er zum Münchener EV wegen der besseren Trainingsmöglichkeiten. Hier betrieb er noch fünf Jahre Einzellauf, bevor er nach Berlin zum Paarlaufen wechselte. Seine erste Partnerin war ab 2002 Mariana Kautz, doch ging Just in der Saison 2003 nochmals als Einzelläufer an den Start, während Kautz bald darauf ihre Karriere beendete.
Seit Januar 2004 lief Florian Just mit Mari-Doris Vartmann für den Essener Jugend-Eiskunstlauf Verein. Vartmann/Just trainierten zunächst bei Julia Gnilosoubowa, im Herbst 2004 wechselten sie ihren Trainer und wurden anschließend von Knut Schubert betreut. Sie trainierten sowohl in Dortmund als auch in Berlin. Das Paar trennte sich 2009 direkt nach der NRW Trophy.
Ab Februar 2010 trainierte Florian Just mit der zehn Jahre jüngeren Krefelderin Katharina Gierok, die zuvor Einzelläuferin war. Das Paar trainierte in Oberstdorf bei Karel Fajfr. Nach einem 11. Platz bei der Europameisterschaft 2011 konnte sich das Paar nicht für die EM 2012 qualifizieren. Nach der Saison beendete Just seine aktive Karriere.
Gegenwärtig (November 2020) arbeitet er als Trainer am Olympiastützpunkt Oberstdorf.
Florian Just war Sportsoldat bei der Bundeswehr.

## Erfolge/Ergebnisse

### Paarlauf

#### Weltmeisterschaften
- 2006 – 18. Rang – Calgary (mit Mari Vartmann)
- 2007 – 18. Rang – Tokio (mit Mari Vartmann)

#### Europameisterschaften
- 2007 – 7. Rang – Warschau (mit Mari Vartmann)
- 2008 – 7. Rang – Zagreb (mit Mari Vartmann)
- 2011 - 11. Rang – Bern (mit Katharina Gierok)

#### Deutsche Meisterschaften
- 2005 – 4. Rang (mit Mari Vartmann)
- 2006 – 4. Rang (mit Mari Vartmann)
- 2007 – 2. Rang (mit Mari Vartmann)
- 2008 – 2. Rang (mit Mari Vartmann)
- 2009 – 3. Rang (mit Mari Vartmann)
- 2011 - 3. Rang (mit Katharina Gierok)

#### Grand-Prix-Wettbewerbe
- 2006 – 8. Rang – NHK Trophy, Nagano

### Einzellauf

#### Juniorenweltmeisterschaften
- 2001 – 20. Rang – Sofia

#### Deutsche Meisterschaften
- 1998 – 14. Rang
- 1999 – 11. Rang
- 2000 – 5. Rang
- 2001 – 9. Rang
- 2002 – 6. Rang
- 2003 – 6. Rang
- 2004 – nicht teilgenommen (endgültiger Wechsel zum Paarlauf)

#### Andere Wettbewerbe (Junioren)
- 1999 – 1. Rang – Junioren Grand Prix, Zagreb
- 1999 – 7. Rang – ISU Junioren Grand Prix Finale, Danzig